# Siren: Blood Curse
Siren: Blood Curse, conhecido no Japão como Siren: New Translation, é um jogo eletrônico de survival horror de estratégia desenvolvido pelo Japan Studio, uma companhia da Sony Computer Entertainment, para o PlayStation 3. Ele foi lançado mundialmente em 24 de julho de 2008, em BD-ROM para o Japão e na PlayStation Network para a América do Norte e Europa. Além disso, o jogo também teve a opção de baixar um conteúdo limitado, chamado "Survival Campaign", na PlayStation Network, lançado no Japão nos dias 13 e 14 de julho. Uma versão em BD-ROM ainda será lançada na Europa no dia 31 de outubro de 2008. Este jogo lembra muito o primeiro da série, Siren, com várias alterações na estrutura e no seu conteúdo.
A história começa no dia 3 de agosto de 2007 e baseia-se no grupo de televisão dos Estados Unidos que vai ao Japão para investigar e documentar a lenda da ilha Hanuda, a "vila desaparecida", onde dizem ter acontecido sacrifícios humanos há trinta anos. Uma nova jogabilidade permite dividir a tela automaticamente enquanto usa-se o sightjacking, uma habilidade única da série que permite ver por meio dos olhos de outra pessoa, podendo usá-lo enquanto o jogador movimenta-se livremente. Mais de cinquenta armas estão disponíveis em todo o jogo, cada uma com o seu próprio movimento de finalização.
O jogo é dividido em uma série de doze episódios cronológicos, agrupados em quatro capítulos, todos eles disponíveis na PlayStation Store, contendo missões paralelas e diretamente ligadas a vários personagens (sete, no total). Todos os doze episódios estão disponíveis para download por um preço mais baixo. Uma versão de demonstração continha uma porção de partes do segundo episódio. Este demo também está disponível para download.

## Recepção
O jogo recebeu muitas análises favoráveis, conseguindo uma média de 81% no Metacritic, baseada em 22 análises, e 79% no Game Rankings, baseado em 21 análises.

## Trilha sonora
Siren: New Translation Original Soundtrack foi lançada no Japão no dia 27 de agosto de 2008.
| 1. Hōshin Goeika (Ondes Martenot Edit.) 2. Darkness 3. Fear 4. Frustration 5. The Siren 6. New Revelation: Anxiety 7. Unsettled 8. Euphoria 9. Hōshin Goeika (Lyrics I Edit.) 10. Coming Next 11. Tension 12. Ambience 13. Retribution 14. Hōshin Goeika (Lyrics Free Edit.) 15. Infiltration 16. Lament 17. Under Cover 18. New Revelation: The Vision 19. Despair 20. Hōshin Goeika (Lyrics II Edit.) 21. New Revelation: Reprise 22. Strife 23. Hōshin Goeika (Ancient Edit.) 24. New Revelation: Desolation 25. Ritual 26. Showdown 27. Hōshin Goeika (Kaiko Edit.) 28. Hōshin Goeika New Translation 29. Genocide 30. Game Over 31. Koi no Sankaku Kaiiki SOS |